# Thyra Sehested
Thyra Sehested (28. marts 1840 på Broholm, Fyn – 12. januar 1923 i København) var en dansk historiker og forfatterinde.

## Baggrund
Hun er søster til Hannibal, Knud og Hilda Sehested samt datter af stamhusbesidder og arkæolog Niels Frederik Bernhard Sehested. Fra 1886 boede hun som stiftsdame i Vallø Stift.

## Historiker
Thyra Sehested var fra sin ungdom optaget af litterære interesser med en forkærlighed for middelalderens folkeviser. Hun viste tidligt historisk interesse i sin families slægt og arbejdede på sin fars sidste værk, Arkæologiske Undersøgelser (1878-81). Efter sin fars død begyndte hun at studere sin slægts historie og flyttede til København for at kunne benytte de historiske arkiver til rådighed. Desuden tog hun jævnligt på studierejser og fik derved et omhyggeligt kendskab til sin slægts historie.
I sine egne skrifter behandlede hun historien om adelsslægten Sehested. Disse omfatter:
- Hannibal Sehested (2 bind, 1886)
- Rigskansler Christians Christophersen Sehested (1894)
- Admiral C. T. Sehesteds Saga (1904)
- Rigsmarsk Steen Maltese Sehested (1911)
- Afhandlingerne Malthe Sehested og Mogens Sehested (1919)